# Котовский (Серафимовичский район)
Кото́вский — хутор в Серафимовичском районе Волгоградской области. Входит в состав Большовского сельского поселения.

## География
Хутор расположен на западе региона и находится на реке Цуцкан.

## История
24 декабря 2004 года в соответствии с Законом Волгоградской области № 979-ОД хутор вошёл в состав Большовского сельского поселения.

## Население
Население хутора в 2002 году составляло 230 человек.
| 2010 |
| ---- |
| 201  |

## Улицы
| - ул. Березовая - ул. Дорожная - пер. Короткий | - ул. Раздольная - ул. Садовая - ул. Степная |

## Инфраструктура
Развитое сельское хозяйство. Личное подсобное хозяйство.

## Транспорт
Проходит автодорога регионального значения «Михайловка (км 15) — Серафимович — Суровикино (км 77+300)» — Большой — Пронин — до границы Ростовской области"" (идентификационный номер 18 ОП РЗ 18К-18).